# Francesco Lo Voi
Francesco Lo Voi (Palermo, 5 novembre 1957) è un magistrato italiano, Capo Procuratore della Repubblica di Roma dal 2021.
È noto soprattutto per il suo lavoro presso la Procura di Palermo, dove ha seguito numerosi e importanti casi giudiziari tra cui in particolare quelli di mafia relativi a Cosa Nostra, lavorando insieme a stretto contatto con Giovanni Falcone e Paolo Borsellino partecipando alla condanna all'ergastolo di molti capi mafia tra cui Leoluca Bagarella e Totò Riina, e facendo parte anche del collettivo della Direzione distrettuale antimafia fin dalla sua fondazione. Storico, fu definito secondo alcune fonti, il suo diniego a prestarsi come pubblico accusatore nel processo d'appello contro Giulio Andreotti.

## Biografia
Laureato in giurisprudenza magna cum laude presso l'Università di Palermo nel luglio 1979, è entrato in magistratura nel 1981.
Ha iniziato la sua carriera come giudice a Sanluri in Sardegna, occupandosi di cause civili e penali. Dal 1984 al 1987 ha lavorato presso il Tribunale di Caltanissetta, occupandosi di casi di confisca di beni legati alla criminalità organizzata. Successivamente è diventato giudice presso il Tribunale di Palermo, occupandosi di diritto penale.

### Procuratore della Repubblica di Palermo
Nel 1990 Lo Voi è diventato procuratore della Procura di Palermo, dove ha svolto un ruolo chiave nelle indagini antimafia, in particolare contro Cosa Nostra. È stato coinvolto nel perseguimento di membri della mafia con accuse quali associazione a delinquere, omicidi multipli, traffico di droga e riciclaggio di denaro.

### Consiglio superiore della magistratura
Dal 2002 al 2006, Lo Voi è stato membro del Consiglio Superiore della Magistratura, un organo costituzionale responsabile della gestione delle nomine, delle promozioni e delle questioni disciplinari. Ha inoltre contribuito alla creazione della Rete europea dei Consigli giudiziari (ENCJ).

### Eurojust e la cooperazione giudiziaria europea
Tra il 2010 e il 2014, per nomina del governo Berlusconi, Lo Voi ha rappresentato l'Italia presso Eurojust, un'agenzia dell'UE che si occupa di cooperazione giudiziaria in materia penale. Ha contribuito al coordinamento delle indagini internazionali su criminalità organizzata, riciclaggio di denaro, traffico di esseri umani e traffico di droga. Ha inoltre presieduto la Squadra per la criminalità finanziaria ed economica.

### Procuratore capo di Palermo
Nel 2014, Lo Voi è stato nominato procuratore capo di Palermo, con il compito di supervisionare indagini di alto profilo su attività legate alla mafia, crimini finanziari e reti criminali internazionali. Il suo ufficio ha svolto un ruolo significativo nella cattura di importanti latitanti mafiosi e nello smantellamento di imprese criminali. Durante il suo incarico vennero inoltre svolte indagini sul traffico di migranti, portando allo smantellamento di diverse organizzazioni criminali internazionali.
Nel 2021 Lo Voi venne inserito nella lista ristretta dei quattro candidati alla carica di procuratore capo della Corte Penale Internazionale. La votazione, avvenuta il 12 febbraio 2021, si concluse però con l'elezione a maggioranza assoluta di Karim Khan.

### Procuratore capo di Roma
Nel dicembre 2021, Lo Voi è stato nominato procuratore capo di Roma. Nel 2023 Lo Voi annunciò la riapertura di un'indagine sul caso di Emanuela Orlandi, in collaborazione col nuovo promotore di Giustizia vaticano, Alessandro Diddi.
Nel febbraio del 2025, i servizi segreti italiani hanno denunciato Lo Voi per aver allegato agli atti a disposizione delle parti (invece che concederne la sola visione) un'informativa riservata riguardante indagini svolte dall'AISI nei confronti di Gaetano Caputi, capo di gabinetto di Giorgia Meloni. L'indagine della procura era nata da un esposto dello stesso Caputi nei confronti di giornalisti del quotidiano Domani. Il caso è stato deferito alla Procura di Perugia per ulteriori accertamenti. Nei giorni precedenti la denuncia, Francesco Lo Voi aveva iscritto nel registro degli indagati la premier Giorgia Meloni, i ministri Matteo Piantedosi e Carlo Nordio ed il sottosegretario Alfredo Mantovano, a seguito di un esposto presentato dall’avvocato Luigi Li Gotti sul caso Almasri.

## Riconoscimenti
- Premio Nazionale Paolo Borsellino[22]